# Kasteel Voorst
Kasteel Voorst was een burcht van de heren van Voorst in de directe nabijheid van Zwolle. Deze burcht werd in 1362 afgebroken.

## Omschrijving
Het kasteel stond op een rivierduin in het huidige Westenholte aan de weg van Zwolle naar Kampen. Op de plek waar vroeger het kasteel stond, bevindt zich tegenwoordig het Stinspark. Hierin is een houten 'speelkasteel' geplaatst, als knipoog naar het verleden.
De buitenmuur van de hoofdburcht had een ovale vorm en een afmeting van 48 bij 44 meter. De fundering was 2 meter dik. Volgens een kroniekschrijver had het slot 80 voet (ongeveer 20 meter) hoge muren. In het oosten lag de voorburcht, gescheiden door een gracht van 8 meter breed. Rond het totale kasteel lag een brede, maar ondiepe gracht, 22 tot 40 meter breed. Er lag nog een stelsel van sloten om deze gracht heen.

## Geschiedenis
Het kasteel was in het bezit van de heren van Voorst. In 1224 kwamen ridders en boeren van Salland in opstand tegen bisschop Otto van Lippe. De bisschop en zijn leger trokken vervolgens naar hen op en maakten de burcht van de heren van Voorst met de grond gelijk.
Op 21 maart 1294 werd het kasteel belegerd door de steden Deventer, Kampen en Zwolle en een grote groep ridders, waaronder de heren van Almelo, Kuinre en Buckhorst. Door tussenkomst van Reinoud I van Gelre werd het beleg afgebroken.
In 1318 maakten de heren van Voorst gebruik van hun overwicht op bisschop Frederik van Sierck en eisten een groter deel op van de Zwoller Mars. Op 13 oktober van datzelfde jaar deed de landsheer uitspraak op de dijk te Voorst. Zwolle mocht het eerder toebedeelde deel houden, terwijl de heren elk een van de zeven hoeven bij het huis Voghelweyde kregen.
In juli 1324 stichtten de heren van Voorst brand in de stad Zwolle. Er bleven slechts negen huizen over. Er was voortdurende strijd tussen de edelen en de steden. De bisschop van Utrecht steunde de steden. Ook in de nacht van 14 op 15 oktober 1361 werd Zwolle in brand gestoken. Ditmaal omdat heer Zweder van Voorst, zoon van Roderick van Voorst en Beatrix van Keppel, kwaad was over een gepland kanaal door zijn grondgebied en ook omdat hij verwachtte dat hij geen deel zou krijgen bij de verdeling van de drooglegging van Mastenbroek.
In 1362 trok bisschop Jan van Arkel samen met de steden Zwolle, Deventer en Kampen op tegen het kasteel. Na drie dagen werd de voorburcht ingenomen, maar het duurde vijftien weken voordat het gehele kasteel werd ingenomen. De heren hadden een veilige aftocht bedongen. Het kasteel werd wederom met de grond gelijk gemaakt. Hierna is het kasteel nooit meer opgebouwd. Eén der slotdeuren is meegenomen door de belegeraars uit Kampen en is nog altijd te zien in het Kamper gemeentehuis. Tufsteen en kloostermoppen van Kasteel Voorst zijn gebruikt voor de bouw van Huis Werkeren.
Sinds 1974 is het kasteelterrein een archeologisch monument. Toen er in 1981 een klein onderzoek werd verricht, werden er talloze sporen gevonden van strijdgewoel. In de gracht werden veel voorwerpen gevonden, waaronder een zeldzaam steekzwaard met kostbaar zilverbeslag.

## Trivia
- De Kamperpoort, een voormalige stadspoort van Zwolle, wordt ook wel Voorsterpoort genoemd.
- Kantorenpark Voorsterpoort en bedrijventerrein Voorst zijn naar de burcht vernoemd.

## Afbeeldingen

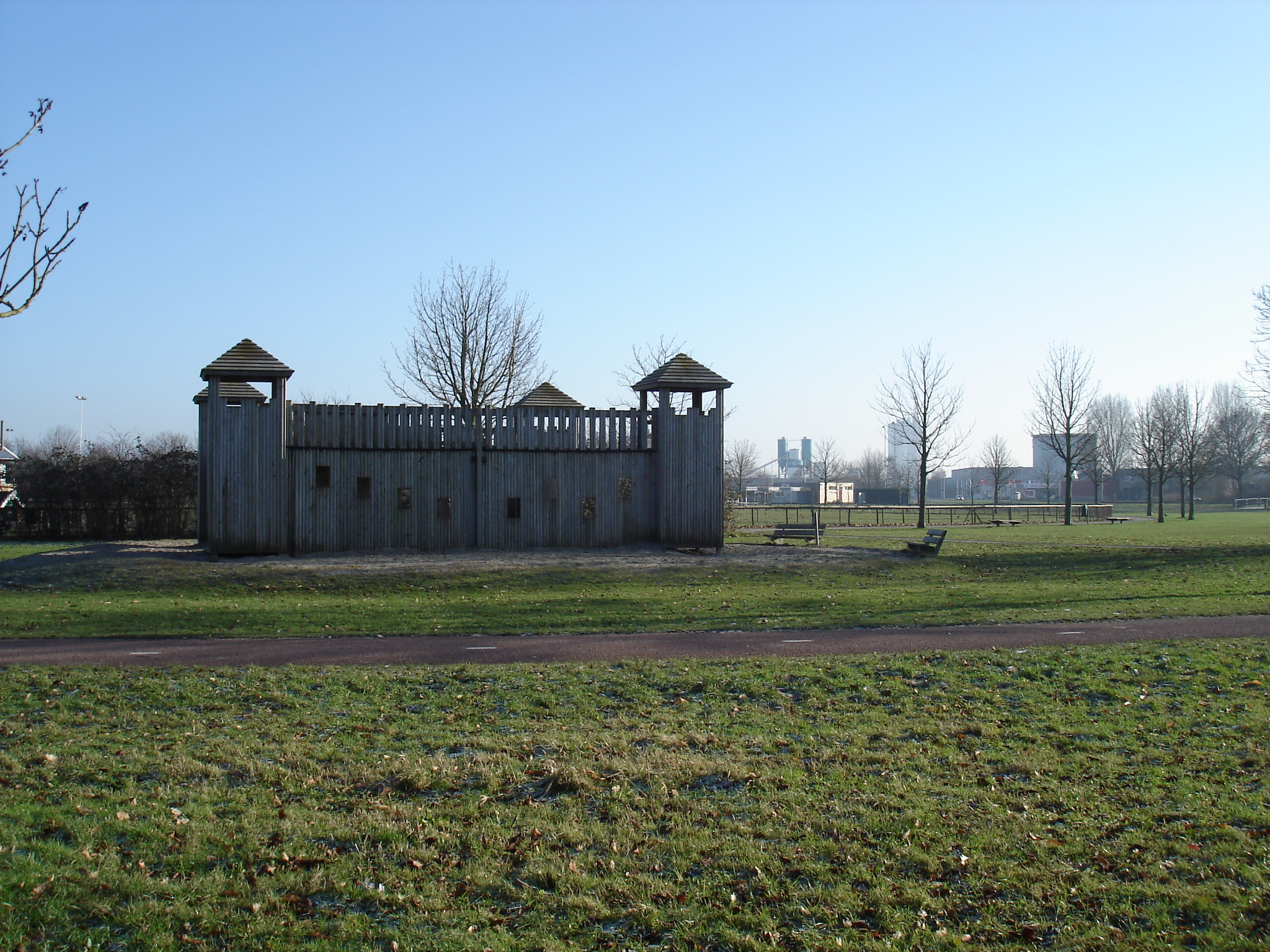
Stinspark met een knipoog naar het verleden: een speelkasteel voor kinderen.
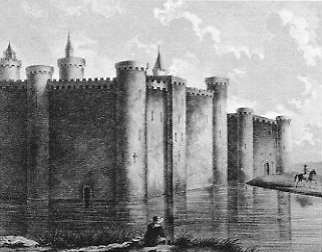
Gefantaseerde voorstelling van Kasteel Voorst door W.J. Hofdijk (circa 1840).
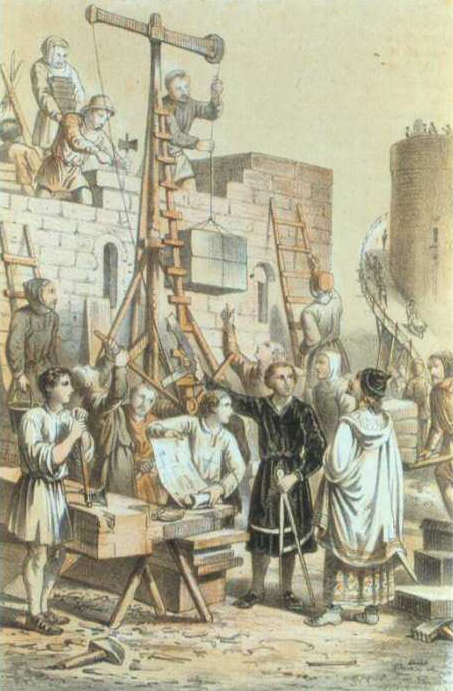
De bouw van het kasteel op een prent uit de 19e eeuw.